# Mariano Boedo

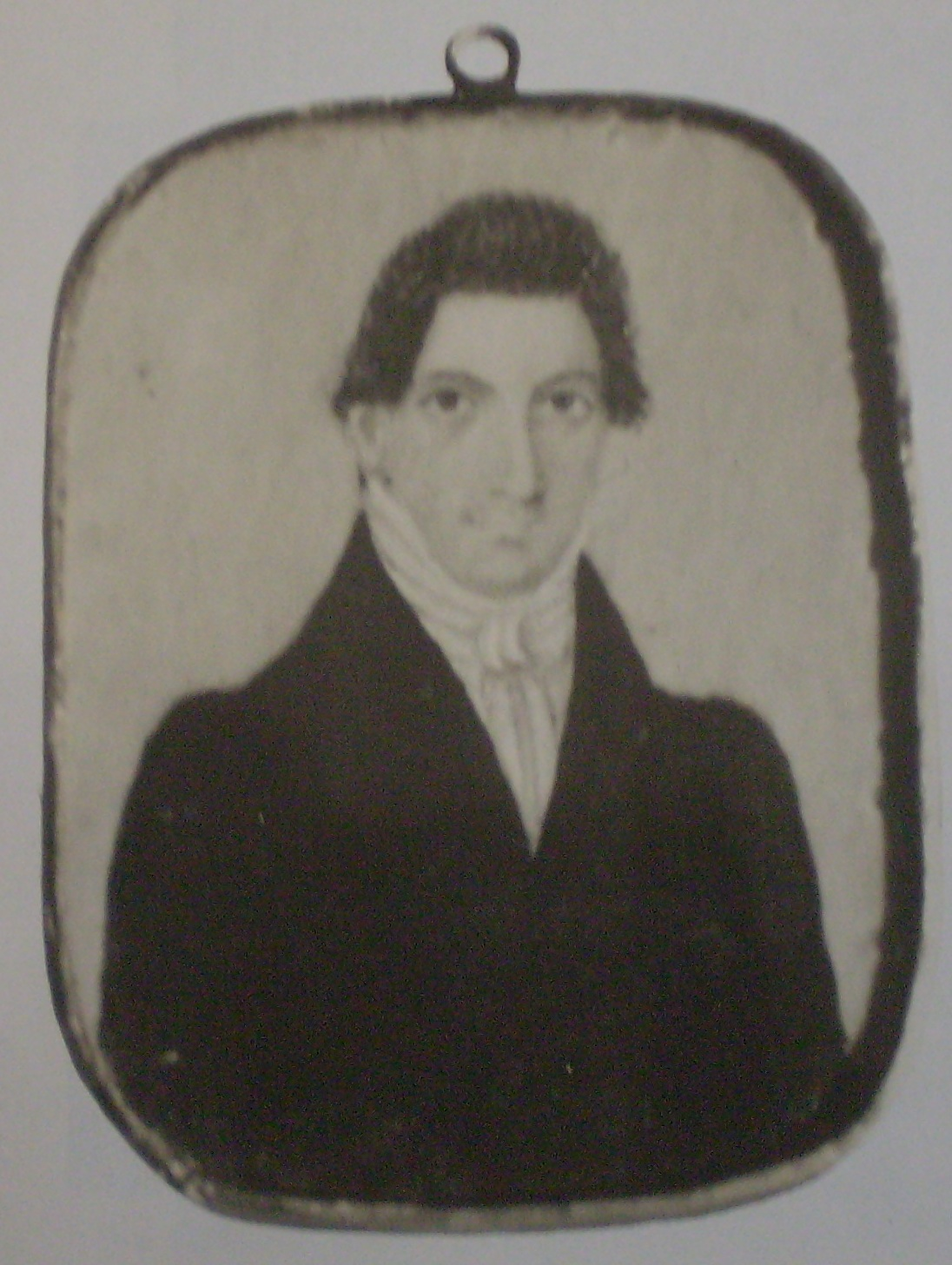
Mariano Boedo

Mariano Boedo, eigentlich Mariano Joaquín de Boedo y de Aguirre (* 25. Juli 1782 in Salta; † 9. April 1819 in Buenos Aires) war ein argentinischer Jurist und Politiker.

## Leben
Mariano Boedo war der Sohn des galicischen Einwanderers Manuel Antonio de Boedo y García und dessen Ehefrau María Magdalena de Aguirre y de Aguirre-Calvo de Mendoza. Einer seiner Vorfahren mütterlicherseits war der Konquistador Francisco de Aguirre de Meneses.
Durch Hauslehrer absolvierte Boedo seine Schulzeit und besuchte anschließend das Loreto Seminar an der Hochschule von Córdoba, um Jura zu studieren. Später wechselte er mit demselben Fach an die Universidad Mayor Real y Pontificia San Francisco Xavier de Chunquisaca (USFX) in Sucre (Bolivien).
Nach erfolgreichem Abschluss ging Boedo zurück in seine Heimat und bekam eine Anstellung als Jurist am Gerichtshof von Buenos Aires. Dort machte er unter anderem die Bekanntschaft von Mariano Moreno. Zusammen mit diesem war er begeistert von den Unabhängigkeitsbestrebungen in seinem Land und unterstützte diese nach Kräften. 1810 nahm Boedo an der Mai-Revolution im ehemaligen Vizekönigreich des Río de la Plata teil und kämpfte unter General Martín Miguel de Güemes für die Unabhängigkeit seines Vaterlandes.
1813 wurde Boedo in den Cabildo seiner Heimatstadt berufen und war auf erklärten Wunsch von General Manuel Belgrano für die Verwaltung der Provinz Salta zuständig. Als Abgeordneter vertrat Boedo 1816 die Provinz Salta beim Kongress von Tucumán und dort wählte man ihn dann auch zum Vize-Präsidenten. Zwei Jahre später legte Boedo krankheitsbedingt alle seine Ämter nieder und ließ sich in Buenos Aires nieder. Dort starb er am 9. April 1819 und wurde in der Basilika St. Franziskus beerdigt.

## Ehrungen
- Boedo, ein Stadtteil von Buenos Aires, wurde ihm zu Ehren so benannt.
- Die Grupo Boedo, eine Vereinigung von Künstlern, trägt seinen Namen.